# رباطية نغثية الأوراق
الرباطية نغثية الأوراق نوع نباتي يتبع جنس الرباطية من الفصيلة المسكية.

## البيئة والانتشار
يتواجد هذا النبات في شمال شرق الولايات المتحدة وشرق كندا.

## الوصف النباتي
الأوراق بسيطة متقابلة. الأزهار بيضاء تشبه أزهار الياسمين.